# Цалапиця
Цалапи́ця (болг. Цалапица) — село в Пловдивській області Болгарії. Входить до складу общини Родопи.

## Населення
За даними перепису населення 2011 року у селі проживали 4217 осіб.
Національний склад населення села:
| Національність   | Кількість осіб | Відсоток |
| ---------------- | -------------- | -------- |
| болгари          | 3324           | 89,9%    |
| цигани           | 282            | 7,6%     |
| турки            | 5              | 0,1%     |
| інша             | 3              | 0,1%     |
| не визначились   | 85             | 2,3%     |
| Всього відповіли | 3699           |          |

Розподіл населення за віком у 2011 році:
Динаміка населення: